# Georg Scholl (Politiker)
Georg Scholl (* 7. Oktober 1919 in Bad Oberdorf; † 13. Juli 1990 in Bad Hindelang) war ein deutscher Politiker (CSU).
Scholl machte eine Lehre bei der Sparkasse in Sonthofen, er trat zum 1. Mai 1937 der NSDAP bei. Er war danach im Reichsarbeitsdienst und im Kriegsdienst tätig und saß in amerikanischer Kriegsgefangenschaft. Nach seiner Entlassung 1945 übernahm er ein Lebensmittelgeschäft. Politisch engagierte er sich von 1954 an, als er erstmals in den Rat des Marktes Hindelang gewählt wurde. Von 1960 bis 1984 war er auch Bürgermeister dieser Gemeinde auf ehrenamtlicher Basis. Parallel gehörte er von 1966 bis 1978 auch für die CSU dem Bayerischen Landtag an, stets direkt gewählt im Stimmkreis Sonthofen. Am 12. Juli 1978 schied Scholl frühzeitig aus dem Landtag aus, Winfried Fleck rückte für den Rest der Legislaturperiode nach.